# The Poor Little Rich Girl
The Poor Little Rich Girl er en amerikansk stumfilm fra 1917 af Maurice Tourneur.

## Medvirkende
- Mary Pickford som Gwendolyn
- Madlaine Traverse
- Charles Wellesley
- Gladys Fairbanks som Jane
- Frank McGlynn Sr.